# Johann Fischer von Waldheim
Johann Gotthelf Fischer von Waldheim (Grigorij Ivanovitsch Fischer von Waldheim en ruso) (13 de octubre de 1771 - 18 de octubre de 1853) fue un anatomista, entomólogo y paleontólogo alemán.
Fischer nació en Waldheim, Sajonia, hijo del propietario de una tejeduría de lino. Estudió medicina en Leipzig y continuó sus estudios en Viena y París con su amigo Alexander von Humboldt, donde tuvo como profesor a Georges Cuvier. Obtuvo una cátedra en Maguncia y en 1804 ocupó la cátedra Demídov de Historia Natural, convirtiéndose en Director del Museo de Historia Natural de la Universidad Estatal de Moscú. En agosto de 1805 fundó la Sociedad Imperial de Naturalistas de Moscú.
Fischer estuvo principalmente comprometido con la clasificación de los invertebrados, resultado de lo cual fue su Entomographia Imperii Rossici (1820-1851). También dedicó mucho tiempo al estudio de fósiles.

## Algunas publicaciones
- Versuch über die Schwimmblase der Fische, Leipzig 1795
- Mémoire pour servir d'introduction à un ouvrage sur la respiration des animaux, París 1798
- J. Ingenhousz über Ernährung der Pflanzen und Fruchtbarkeit des Bodens aus dem Englischen übersetzt und mit Anmerkungen versehen von Gotthelf Fischer. Nebst einer Einleitung über einige Gegenstände der Pflanzenphysiologie von F. A. von Humboldt, Leipzig 1798
- Ueber die verschiedene Form des Intermaxillarknochens in verschiedenen Thieren, Leipzig 1800
- Beschreibung einiger typographischer Seltenheiten. Nebst Beyträgen zur Erfindungsgeschichte der Buchdruckerkunst, Maguncia y Núremberg 1800
- Naturhistorische Fragmente, Fráncfort del Meno 1801
- Beschreibung typographischer Seltenheiten und merkwürdiger Handschriften nebst Beyträgen zur Erfindungsgeschichte der Buchdruckerkunst, Maguncia en 1801
- Essai sur les monuments typographiques de Jean Gutenberg, Mayençais, inventeur de l'imprimerie, Maguncia 1801/1802
- Das Nationalmuseum der Naturgeschichte zu Paris, 1802
- Vorlesungen über vergleichende Anatomie, deutsche Übersetzung der Vorlesungen Georges Cuviers, Braunschweig 1801–1802
- Lettre au citoyen E. Geoffroy... sur une nouvelle espèce de Loris : accompagnée de la description d'un craniomètre de nouvelle invention, Maguncia 1804
- Anatomie der Maki und der ihnen verwandten Thiere, Fráncfort del Meno 1804
- Tableaux synoptiques de zoognosie, 1805
- Museum Demidoff, ou catalogue systématique et raisonné des curiosités etc. donnés a l'université de Moscou par Paul de Demidoff, Moscú 1806
- Muséum d'Histoire naturelle de l'université imperiale de Moscou, 1806
- Notices sur les fossiles de Moscou, 1809–1811
- Notices d'un animal fossile de Sibérie, 1811
- Onomasticon du Système d'Oryctognoise, 1811
- Zoognosia tabulis synopticis illustrata, in usum prälectionum Academiae Imperialis Medico-Chirurgicae Mosquentis edita, Moskau 1813
- Observations sur quelques Diptères de Russie, 1813
- Essai sur la Turquoise et sur la Calaite, Moscú 1816.[1]
- Adversaria zoologica, 1817–1823
- Entomographie de la Russie, Moscú 1820–1851
- Prodromus Petromatognosiae animalium systematicae, continens bibliographiam animalium fossilium, Moscú 1829–1832
- Oryctographie du gouvernement de Moscou, 1830–1837
- Bibliographia Palaeonthologica Animalium Systematica, Moscú 1834
- Einige Worte an die Mainzer, bei der Feierlichkeit des dem Erfinder der Buchdruckerkunst Johann Gutenberg in Mainz zu errichtenden Denkmals, Moscú 1836
- Recherches sur les ossements fossiles de la Russie, Moscú 1836–1839
- Spicilegium entomographiae Rossicae, Moscú 1844

## Abreviatura (zoología)
La abreviatura Fischer  se emplea para indicar a Johann Fischer von Waldheim como autoridad en la descripción y taxonomía en zoología.